# Cut-up
Il cut-up è una tecnica letteraria stilistica che consiste nel tagliare fisicamente un testo scritto, lasciando intatte solo parole o frasi, mischiandone in seguito i vari frammenti e ricomponendo così un nuovo testo che, senza filo logico e senza seguire la corretta sintassi, mantiene pur sempre un senso logico anche se a volte incomprensibile.
La tecnica era già stata utilizzata nel dadaismo, in particolare con il suo teorico Tristan Tzara, ma fu largamente utilizzata a partire dagli anni sessanta dallo scrittore statunitense William S. Burroughs, che la elaborò insieme a Brion Gysin.